# King Midget

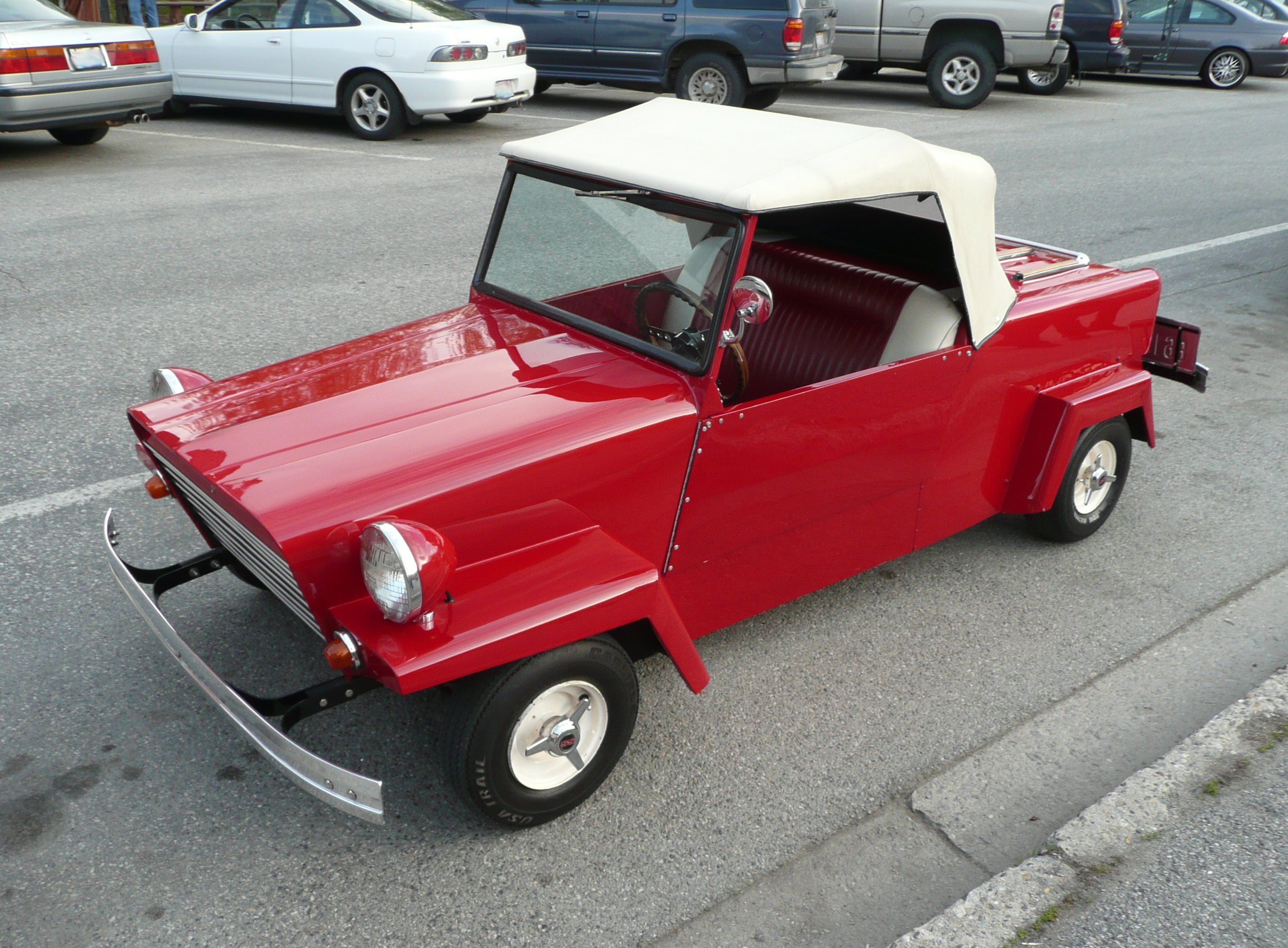
King Midget Model III (1957–1970)

King Midget war eine US-amerikanische Automobilmarke, die von 1947 bis 1969 von der Midget Motors Supply (ab 1948: Midget Motors Manufacturing Company, ab 1956: Midget Motors Corporation) in Athens (Ohio) gebaut wurde. Firmengründer waren Claud Dry und Dale Orcutt.

## Beschreibung
Der King Midget war ein sehr kleines Kit Car und hatte ein einstufiges Automatikgetriebe eigener Herstellung. Es wurde nur ein Hinterrad angetrieben, somit war kein Differential erforderlich. Dry und Orcutt entwarfen den Midget während ihrer Tätigkeit als Luftpatrouille im Zweiten Weltkrieg. In diesem Auto kamen viele Details aus der Luftfahrt zum Einsatz, was es leichter machte.
Die erste Generation wurde nur als Bausatz angeboten. Für die Bauanleitung, das Fahrwerk, die Achsen, die Lenkung, die Federung und Schablonen zum Zuschneiden der Karosserieteile waren 270 US$ zu zahlen. Im Laufe des Jahres 1951 gab es dieses Modell 1 auch fertig montiert und mit einem Einzylindermotor von Wisconsin, der 6 bhp (4,4 kW) leistete.
1951 wurde das Modell 2 entwickelt. Dies war ein zweisitziger Roadster, der als Kit oder fertig montierter Wagen angeboten wurde, und zwar mit einem seitengesteuerten Einzylindermotor Wisconsin AENL, der aus 377 cm³ eine Leistung von 7,5 bhp (5,5 kW) zog. Der Radstand war 1829 mm, 203 mm weniger als beim Crosley-Vierzylinder-Modell. Die Gesamtlänge war nur 2591 mm. Das Modell 2 war immer noch ein einfaches Automobil ohne Tachometer oder Rückwärtsgang, aber es war leicht und kräftig und für nur US-$ 500,-- verfügbar. 1955 wurde ein luxuriöseres Modell 2 eingeführt. Es wurde bis 1957 angeboten und kostete unter US$ 550,–. Im Gegensatz dazu kostete ein Crosley CD von 1952 als Limousine fertig montiert US$ 943,– und ein gleichartiger Kombi nur US$ 1002,–.
In den 1950er-Jahren entwickelte Midget Motors den Junior und den Trainer. Beide Fahrzeuge hatten keine Karosserie oder auch nur Pläne dafür. Es blieb den Käufern überlassen, sich darum zu kümmern. Der Junior hatte einen Einzylindermotor von Briggs & Stratton mit 2,5 bhp (1,8 kW) und der Trainer einen vom selben Hersteller mit 3,0 bhp (2,2 kW). Beide Fahrzeuge waren mit einer automatischen Kupplung ausgestattet und hatten einen Rückwärtsgang. Anfang der 1960er-Jahre  endete deren Produktion.
1957 wurde das Modell 3 eingeführt. Mit einem neuen Fahrgestell mit 1943 mm Radstand und einer Gesamtlänge von 2972 mm war es immer noch kleiner als ein Crosley. Dieses Modell hatte vier hydraulisch betätigte Bremsen und wurde von einem 9,2-bhp-(6,8-kW)-Motor angetrieben. 1958 kostete dieser Wagen US$ 900,–. Beim viel größeren Rambler American begann die Preisliste bei 1775 USD. Der Midget wurde bis Ende der 1960er-Jahre hergestellt, aber 1970 beendeten verschärfte Sicherheitsvorschriften eine Produktion. Es waren rund 5000 Exemplare entstanden.